# Eucalyptus microcarpa

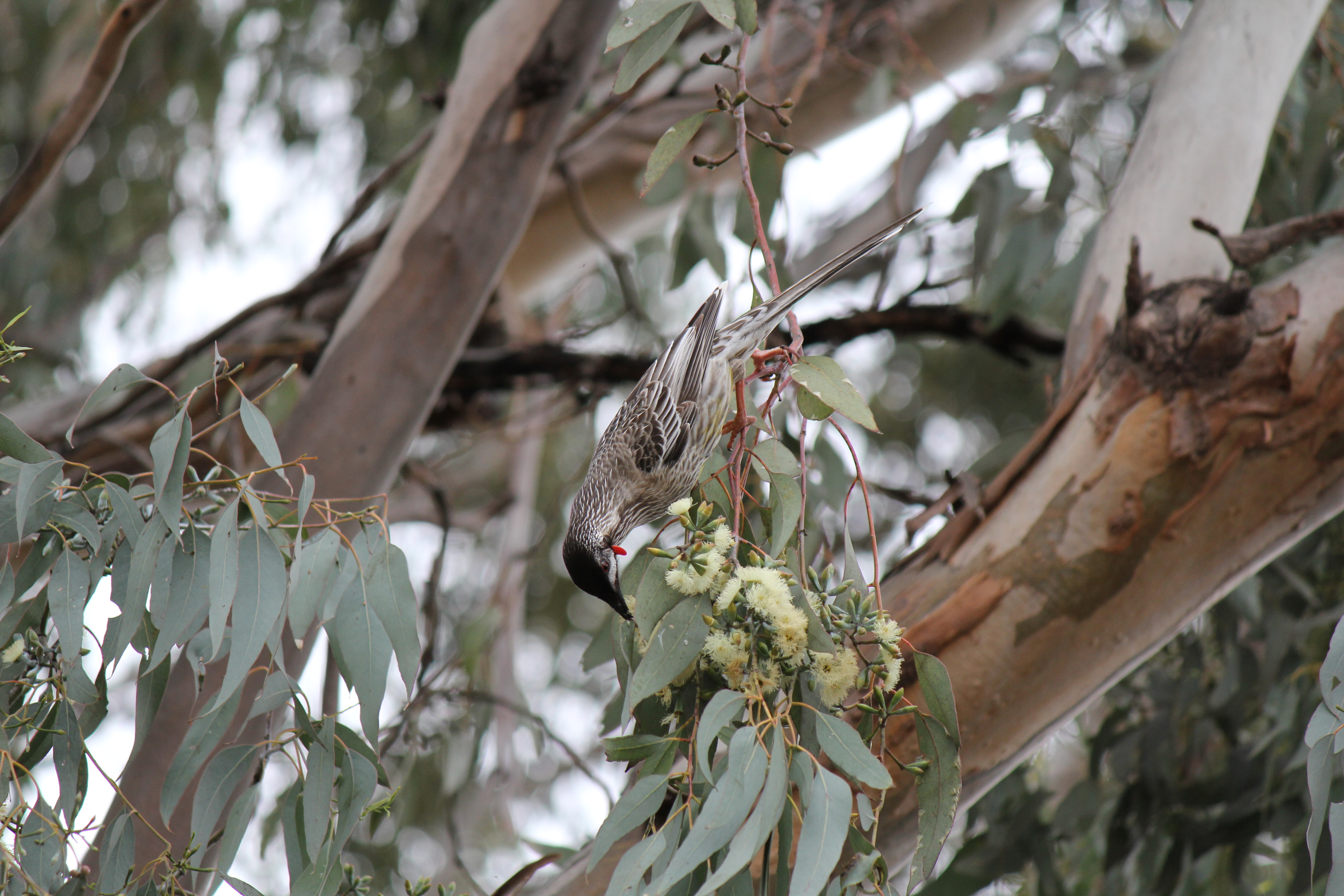
Rotlappen-Honigfresser (Anthochaera carunculata) auf Eucalyptus microcarpa

Eucalyptus microcarpa ist eine Pflanzenart innerhalb der Familie der Myrtengewächse (Myrtaceae). Sie kommt im Südosten von  Queensland, im Osten, im Süden und im Zentrum von New South Wales, im Zentrum und im Westen von Victoria, sowie im Süden von South Australia vor. Sie wird dort „Green-leaved Box“, „Black Box“, „Brown Box“, „Grey Box“, „Narrow-leaved Grey Box“, „Western Grey Box“, „Southern Grey Box“, „Inland Grey Box“, „Inland Box“, oder „Gum-topped Box“ genannt.

## Beschreibung

### Erscheinungsbild und Blatt
Eucalyptus microcarpa wächst als Baum, der Wuchshöhen von bis zu 25 Meter erreicht. Die Borke verbleibt am Stamm und an den größeren Ästen, ist grau mit weißlichen Flecken und fasrig-stückig. An den oberen Teilen des Baumes ist sie glatt, grau und schält sich in kurzen Bändern. Der Stammdurchmesser erreicht über 1,7 Meter.
Bei Eucalyptus microcarpa liegt Heterophyllie vor. Die Laubblätter sind stets in Blattstiel und -spreite gegliedert. Bei Sämlingen ist die Blattspreite bei einer Länge von 5 bis 9 cm und einer Breite von 2 bis 5 cm eiförmig und an Ober- und Unterseite leicht verschiedenfarbig grün oder grau-grün. An jungen Exemplaren ist die Blattspreite bei einer Länge von 9 bis 15 cm und einer Breite von 3 bis 5 cm eiförmig und an Ober- und Unterseite gleichfarbig matt grün oder grau-grün. Die Blattspreite an mittelalten Exemplaren mit gleichfarbig grünen Ober- und Unterseiten ist bei einer Länge von 9 bis 17,5 cm und einer Breite von 2 bis 4,5 cm eiförmig bis breit-lanzettlich. Die auf Ober- und Unterseite gleichfarbig glänzend oder matt grünen Blattspreiten an erwachsenen Exemplaren sind bei einer Länge von 8 bis 15 cm und einer Breite von 1 bis 2 cm schmal-lanzettlich bis breit-lanzettlich und gerade, verjüngen sich zur Spreitenbasis hin und besitzen ein spitzes oder bespitztes oberes Ende. Die Keimblätter (Kotyledone) sind verkehrt-nierenförmig.

### Blütenstand und Blüte
Die Blütezeit reicht von Februar bis August. Endständig an einem 3 bis 10 mm langen, im Querschnitt schmal abgeflachten oder kantigen Blütenstandsschaft stehen in zusammengesetzten Gesamtblütenständen etwa sieben- bis elfblütige Teilblütenstände. Soweit vorhanden, sind die Blütenstiele bei einer Länge von 1 bis 5 mm kantig oder stielrund. Die Blütenknospen sind bei einer Länge von 4 bis 9 mm und einem Durchmesser von 2 bis 4 mm ei- bis spindelförmig. Die Kelchblätter bilden eine Calyptra, die bis zur Blüte (Anthese) vorhanden bleibt. Die Calyptra ist konisch, kürzer oder ebenso lang wie der Blütenbecher (Hypanthium) und so breit wie dieser. Die Blüten liefern viel Nektar. Alle Staubblätter sind mehr oder weniger fruchtbar (fertil).

### Frucht und Samen
Die sitzende oder kurz gestielte Frucht ist bei einer Länge von 3 bis 7 mm und einem Durchmesser von 3 bis 5 mm gestutzt fassförmig, zylindrisch, selten auch halbkugelig oder eiförmig, vierfächrig und oft fein gerippt. Der Diskus ist flach oder eingedrückt, die Fruchtfächer sind auf der Höhe des Randes oder eingeschlossen.
Die schwarzen, braunen oder grauen Samen sind abgeflacht eiförmig, oft mit einem spitzen Ende. Das Hilum sitzt mittig.

## Vorkommen
Das natürliche Verbreitungsgebiet von Eucalyptus microcarpa ist das Landesinnere im Südosten von Queensland, im Osten, im Zentrum und im Süden von New South Wales, im Zentrum und im Westen von Victoria sowie im Süden von South Australia.
Eucalyptus microcarpa wächst weit verbreitet und örtlich sehr häufig in grasigem, lichten Wald auf mäßig fruchtbaren Lehmböden.

## Systematik
Die Erstbeschreibung erfolgte 1902 durch Joseph Maiden als Varietät der Art Eucalyptus hemiphloia unter dem Namen (Basionym) Eucalyptus hemiphloia var. microcarpa Maiden in Transactions and proceedings and report, Royal Society of South Australia, Volume 26, S. 11. Das Typusmaterial weist die Beschriftung common in the drier parts of the state auf. Maiden gab ihr 1923 den Rang einer Art Eucalyptus microcarpa (Maiden) Maiden in A Critical Revision of the Genus Eucalyptus, Volume 6 (8), S. 438. Weitere Synonyme für Eucalyptus microcarpa (Maiden) Maiden sind Eucalyptus woollsiana R.T.Baker und Eucalyptus aff. odorata (W.Wimmera).
Natürliche Hybriden von Eucalyptus microcarpa mit Eucalyptus sideroxylon und Eucalyptus caleyi subsp. caleyi sind bekannt.

## Nutzung
Das Kernholz von Eucalyptus microcarpa ist hellbraun, fein strukturiert, hart und sehr beständig. Sein spezifisches Gewicht liegt bei etwa 825 kg/m³.
Das Holz wird beispielsweise für Eisenbahnschwellen und Zäune verwendet.